# Észtország az Eurovíziós Dalfesztiválokon
Észtország eddig harminc alkalommal vett részt az Eurovíziós Dalfesztiválon.
Az észt műsorsugárzó az Eesti Rahvusringhääling, amely 1993-ban lett tagja az Európai Műsorsugárzók Uniójának, és 1994-ben csatlakozott a versenyhez.
Észtország eddig egy alkalommal, 2001-ben aratott győzelmet.

## Története

### Évről évre
Észtország már az 1993-as Eurovíziós Dalfesztiválra is jelentkezett, de ekkor a csatlakozni kívánó kelet-európai országok számára Kvalifikacija za Millstreet néven tartottak egy elődöntőt Ljubljanában, hét ország részvételével és nem sikerült továbbjutniuk.
1994-ben szerepelhettek először a nemzetközi versenyen, de mindössze két ponttal az utolsó előtti helyen végeztek, és így az 1993 és 2003 között érvényben lévő kieséses rendszer értelmében nem vehettek részt 1995-ben. 

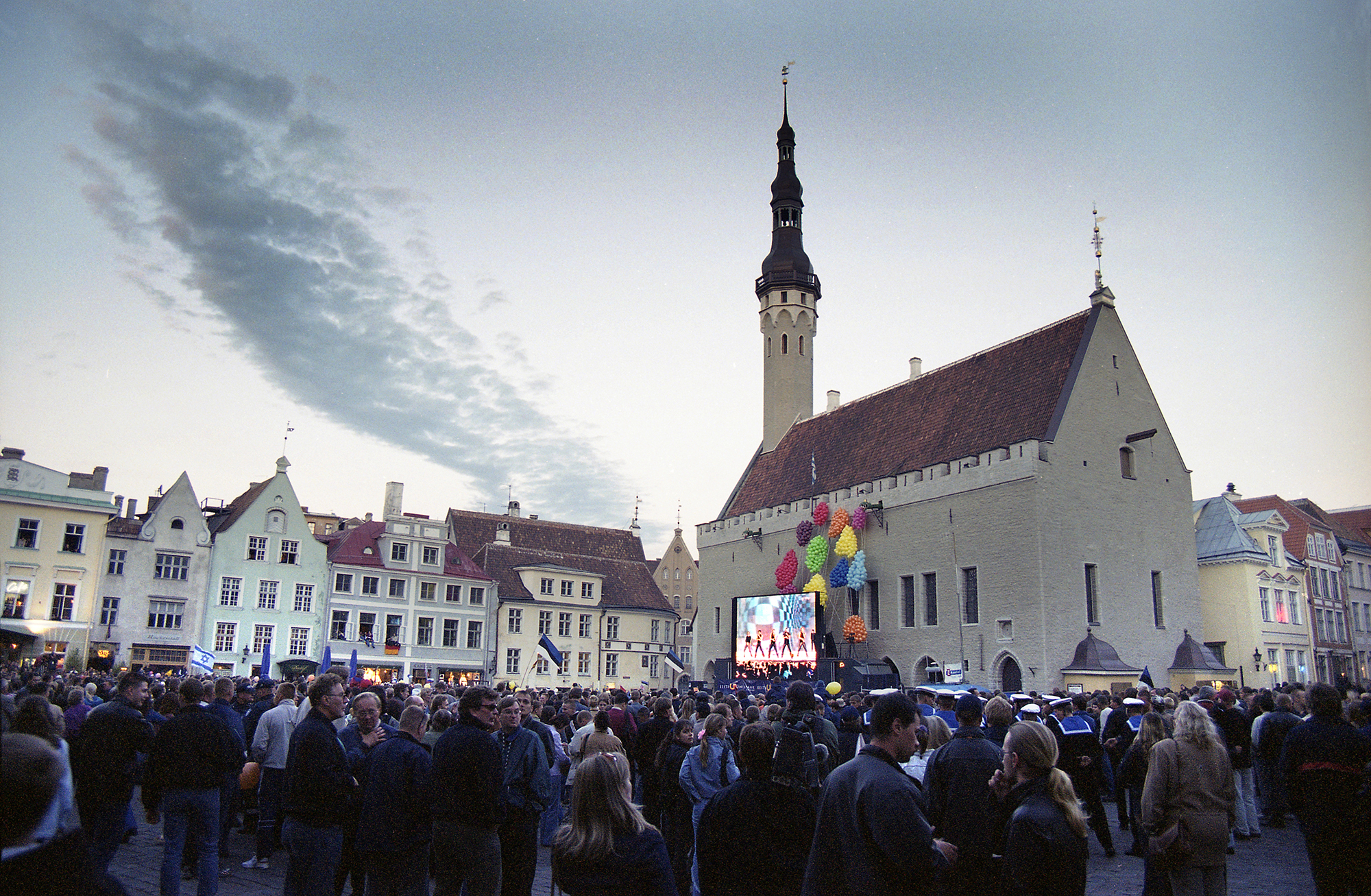
A 2002-es tallinni verseny közvetítése a Városháza téren.

A visszatérés után sokkal sikeresebbek voltak. Egy kivétellel minden évben az első tízben végeztek, és 2001-ben meg is nyerték a versenyt, az 1994 után csatlakozott kelet-európai országok közül elsőként, így a 2002-es versenynek Tallinn adhatott otthont. Hazai pályán ismét jó helyezést értek el, hiszen harmadikok lettek. A következő évben már nem tudták megismételni a sikereket, huszonegyedikek lettek a 26 fős döntőben. A 2004-ben bevezetett elődöntők során ötször egymás után nem sikerült a döntőbe jutniuk. 2008-ban egy komikus, a versenyt kigúnyoló dallal neveztek, amivel az elődöntő utolsó előtti helyén végeztek. 2009-ben először sikerült kvalifikálniuk; az elődöntőben elért harmadik hely után a döntőben a hatodik helyet szerezték meg, ám a következő alkalommal ismét kiestek az elődöntőben.
2011-ben másodszor sikerült továbbjutniuk, viszont a döntőben az utolsó előtti helyen végeztek. 2012-ben ismét döntőbe jutottak, ahol a hatodik helyet sikerült megszerezniük. 2013-ban is bejutottak a döntőbe, de a jó eredményt nem sikerült megismételni, huszadik helyen végeztek. A következő évben azonban ismét kiestek az elődöntőben. 2015-ben harmadikként jutottak be a döntőbe, ahol a hetedik helyen végeztek. 2016-ban és 2017-ben azonban kiestek az elődöntőben. 2018-ban két év után ismét sikerült bejutniuk a döntőbe, ahol a legjobb tíz között végeztek, szám szerint nyolcadikként. A következő évben is továbbjutottak és huszadikak lettek.
2020-ban Uku Suviste képviselte volna az országot, azonban március 18-án az Európai Műsorsugárzók Uniója bejelentette, hogy 2020-ban nem tudják megrendezni a versenyt a COVID–19-koronavírus-világjárvány miatt. Az észt műsorsugárzó által rendezett válogatóversenyt újra megnyerte, így végül újabb lehetőséget kapott az ország képviseletére a következő évben. Az énekesnek végül nem sikerült továbbjutnia a döntőbe, összesítésben 13. helyen végeztek. A következő évben azonban kvalifikálták magukat a döntőbe, ahol tizenharmadik helyen zárták a versenyt. 2023-ban Alikával ismét a legjobb tíz közé jutottak, szám szerint nyolcadikak lettek. 2024-ben tizenegy év után ismét észt nyelvű dalt küldtek, amelynek a címe az Eurovíziós Dalfesztivál történetének leghosszabb című dala volt. A (Nendest) narkootikumidest ei tea me (küll) midagi végül a huszadik helyezett lett a döntőben. 2025-ben Tommy Cash képviselte az országot, akinek szintén sikerült továbbjutni a döntőbe, ezzel megszerezve az ország legjobb helyezését az elődöntők bevezetése óta.

### Nyelvhasználat
Észtország 1994-es debütálásakor még érvényben volt a nyelvhasználatot korlátozó szabály. Ennek értelmében indulóiknak az ország hivatalos nyelvén, vagyis észt nyelven kellett énekelniük. Ezt a szabályt 1999-ben eltörölték, azóta főleg angol nyelvű dalokkal neveztek.
Észtország eddigi harminc versenydalából nyolc észt nyelven, egy võro nyelven, amely egy észt nyelvváltozat, tizennyolc angol nyelven, egy olasz nyelven, két kevert nyelven: egy szerb, német és finn, egy pedig angol és olasz kevert nyelven hangzott el.

### Nemzeti döntő
Az észt nemzeti döntőt az ország debütálása óta minden alkalommal megrendezték. Korábban az Eurolaul (Eurodal) nevet viselte, majd 2009-ben a sorozatos rossz eredmények után átnevezték Eesti Laul-ra (Észt dal), ezzel hangsúlyozva nemzeti voltát.
Az észt nemzeti döntőt általában tíz dal részvételével rendezik. A kilencvenes években jellemző volt, hogy a győztest egy nemzetközi zsűri választotta ki, melynek tagjai korábbi Eurovíziós énekesek voltak. Például a 2000-es nemzeti döntőn az egyik zsűritag az 1983-ban győztes Corinne Hermès volt. 2004 óta a nézők döntenek telefonos szavazás segítségével, és 2007 óta a lett nemzeti döntő mintájára kétfordulós a szavazás. Az első körben kiválasztják az első három helyezettet és a második fordulóban közülük választják ki a győztest. 2011 óta két elődöntő is megelőzi a finálét, ahol összesen 20 dal mérettetik meg, melyeknek a fele kiselejteződik, a fele pedig bekerül a döntőbe. Ott a telefonos szavazatok és a zsűri közös véleménye alapján az első két helyezett bekerül az úgynevezett szuperfináléba, aminek a győztese képviseli Észtországot az Eurovíziós Dalversenyen.

## Résztvevők
| Év   | Előadó                         | Dal                                                | Magyar fordítás                                      | Döntő                          | Pontszám                       | Elődöntő           | Pontszám           |
| ---- | ------------------------------ | -------------------------------------------------- | ---------------------------------------------------- | ------------------------------ | ------------------------------ | ------------------ | ------------------ |
| 1993 | Janika Sillamaa                | Muretut meelt ja südametuld                        | A gondtalan elme és a szív lángjai                   | Nem jutott ki a dalfesztiválra | Nem jutott ki a dalfesztiválra | Nem volt elődöntő  | Nem volt elődöntő  |
| 1994 | Silvi Vrait                    | Nagu merelaine                                     | Mint egy vízhullám                                   | 24.                            | 2                              | Nem volt elődöntő  | Nem volt elődöntő  |
|      |                                |                                                    |                                                      |                                |                                | Nem volt elődöntő  | Nem volt elődöntő  |
| 1996 | Maarja-Liis Ilus és Ivo Linna  | Kaelakee hääl                                      | Nyaklánc hangja                                      | 5.                             | 94                             | Nem volt elődöntő  | Nem volt elődöntő  |
| 1997 | Maarja-Liis Ilus               | Keelatud maa                                       | Tiltott föld                                         | 8.                             | 82                             | Nem volt elődöntő  | Nem volt elődöntő  |
| 1998 | Koit Toome                     | Mere lapsed                                        | A tenger gyermekei                                   | 12.                            | 36                             | Nem volt elődöntő  | Nem volt elődöntő  |
| 1999 | Evelin Samuel és Camille       | Diamond of Night                                   | Az éjjel gyémántja                                   | 6.                             | 90                             | Nem volt elődöntő  | Nem volt elődöntő  |
| 2000 | Ines                           | Once in a Lifetime                                 | Egyszer egy életben                                  | 4.                             | 98                             | Nem volt elődöntő  | Nem volt elődöntő  |
| 2001 | Tanel Padar, Dave Benton & 2XL | Everybody                                          | Mindenki                                             | 1.                             | 198                            | Nem volt elődöntő  | Nem volt elődöntő  |
| 2002 | Sahlene                        | Runaway                                            | Fuss el                                              | 3.                             | 111                            | Nem volt elődöntő  | Nem volt elődöntő  |
| 2003 | Ruffus                         | Eighties Coming Back                               | Visszatérnek a nyolcvanas évek                       | 21.                            | 14                             | Nem volt elődöntő  | Nem volt elődöntő  |
| 2004 | Neiokõsõ                       | Tii                                                | Az út                                                | Nem jutott be a döntőbe        | Nem jutott be a döntőbe        | 11.                | 57                 |
| 2005 | Suntribe                       | Let’s Get Loud                                     | Legyünk hangosak                                     | Nem jutott be a döntőbe        | Nem jutott be a döntőbe        | 20.                | 31                 |
| 2006 | Sandra Oxenryd                 | Through My Window                                  | Az ablakomon át                                      | Nem jutott be a döntőbe        | Nem jutott be a döntőbe        | 18.                | 28                 |
| 2007 | Gerli Padar                    | Partners in Crime                                  | Tettestársak                                         | Nem jutott be a döntőbe        | Nem jutott be a döntőbe        | 22.                | 33                 |
| 2008 | Kreisiraadio                   | Leto svet                                          | Nyári fény                                           | Nem jutott be a döntőbe        | Nem jutott be a döntőbe        | 18.                | 8                  |
| 2009 | Urban Symphony                 | Rändajad                                           | Vándorok                                             | 6.                             | 129                            | 3.                 | 115                |
| 2010 | Malcolm Lincoln                | Siren                                              | Szirén                                               | Nem jutott be a döntőbe        | Nem jutott be a döntőbe        | 14.                | 39                 |
| 2011 | Getter Jaani                   | Rockefeller Street                                 | Rockefeller utca                                     | 24.                            | 44                             | 9.                 | 60                 |
| 2012 | Ott Lepland                    | Kuula                                              | Hallgasd!                                            | 6.                             | 120                            | 4.                 | 100                |
| 2013 | Birgit                         | Et uus saaks alguse                                | Egy új kezdet lehetne                                | 20.                            | 19                             | 10.                | 52                 |
| 2014 | Tanja                          | Amazing                                            | Elképesztő                                           | Nem jutott be a döntőbe        | Nem jutott be a döntőbe        | 12.                | 36                 |
| 2015 | Elina Born & Stig Rästa        | Goodbye to Yesterday                               | Viszlát a tegnapnak                                  | 7.                             | 106                            | 3.                 | 105                |
| 2016 | Jüri Pootsmann                 | Play                                               | Játssz!                                              | Nem jutott be a döntőbe        | Nem jutott be a döntőbe        | 18.                | 24                 |
| 2017 | Koit Toome & Laura             | Verona                                             | Verona                                               | Nem jutott be a döntőbe        | Nem jutott be a döntőbe        | 14.                | 85                 |
| 2018 | Elina Nechayeva                | La forza                                           | Az erő                                               | 8.                             | 245                            | 5.                 | 201                |
| 2019 | Victor Crone                   | Storm                                              | Vihar                                                | 20.                            | 76                             | 4.                 | 198                |
| 2020 | Uku Suviste                    | What Love Is                                       | Ami a szerelem                                       | Elmaradt a verseny             | Elmaradt a verseny             | Elmaradt a verseny | Elmaradt a verseny |
| 2021 | Uku Suviste                    | The Lucky One                                      | A szerencsés                                         | Nem jutott be a döntőbe        | Nem jutott be a döntőbe        | 13.                | 58                 |
| 2022 | Stefan                         | Hope                                               | Remény                                               | 13.                            | 141                            | 5.                 | 209                |
| 2023 | Alika                          | Bridges                                            | Hidak                                                | 8.                             | 168                            | 10.                | 74                 |
| 2024 | 5miinust x Puuluup             | (Nendest) narkootikumidest ei tea me (küll) midagi | Mi (tényleg) nem tudunk semmit (ezekről) a drogokról | 20.                            | 37                             | 6.                 | 79                 |
| 2025 | Tommy Cash                     | Espresso macchiato                                 | –                                                    | 3.                             | 356                            | 5.                 | 113                |

## Szavazástörténet

### 1994–2025
| Hely | Ország       | Pont |
| ---- | ------------ | ---- |
| 1.   | Finnország   | 126  |
| 2.   | Hollandia    | 87   |
| 3.   | Svédország   | 72   |
| 4.   | Dánia        | 68   |
| 5.   | Oroszország  | 64   |
| 6.   | Belgium      | 64   |
| 7.   | Norvégia     | 62   |
| 8.   | Lettország   | 61   |
| 9.   | Magyarország | 60   |
| 10.  | Litvánia     | 60   |

| Hely | Ország           | Pont |
| ---- | ---------------- | ---- |
| 1.   | Finnország       | 120  |
| 2.   | Lettország       | 110  |
| 3.   | Litvánia         | 79   |
| 4.   | Portugália       | 65   |
| 5.   | Izrael           | 64   |
| 6.   | Svédország       | 62   |
| 7.   | Írország         | 62   |
| 8.   | Belgium          | 53   |
| 9.   | Lengyelország    | 51   |
| 10.  | Fehéroroszország | 49   |

Észtország még sosem adott pontot az elődöntőben a következő országoknak: Montenegró
Észtország még sosem kapott pontot az elődöntőben a következő országoktól: Andorra és Törökország
| Hely | Ország        | Pont |
| ---- | ------------- | ---- |
| 1.   | Svédország    | 253  |
| 2.   | Oroszország   | 186  |
| 3.   | Finnország    | 161  |
| 4.   | Ukrajna       | 130  |
| 5.   | Norvégia      | 116  |
| 6.   | Lettország    | 103  |
| 7.   | Litvánia      | 85   |
| 8.   | Franciaország | 85   |
| 9.   | Dánia         | 81   |
| 10.  | Svájc         | 75   |

| Hely | Ország             | Pont |
| ---- | ------------------ | ---- |
| 1.   | Lettország         | 156  |
| 2.   | Finnország         | 142  |
| 3.   | Litvánia           | 113  |
| 4.   | Svédország         | 101  |
| 5.   | Egyesült Királyság | 81   |
| 6.   | Írország           | 79   |
| 7.   | Izland             | 73   |
| 8.   | Lengyelország      | 73   |
| 9.   | Dánia              | 71   |
| 10.  | Szlovénia          | 69   |

Észtország még sosem adott pontot a döntőben a következő országoknak: Andorra, Bosznia-Hercegovina, Észak-Macedónia, Luxemburg, Monaco, Montenegró, San Marino és Szlovákia
Észtország még sosem kapott pontot a döntőben a következő országoktól: Andorra és Monaco

## Rendezések

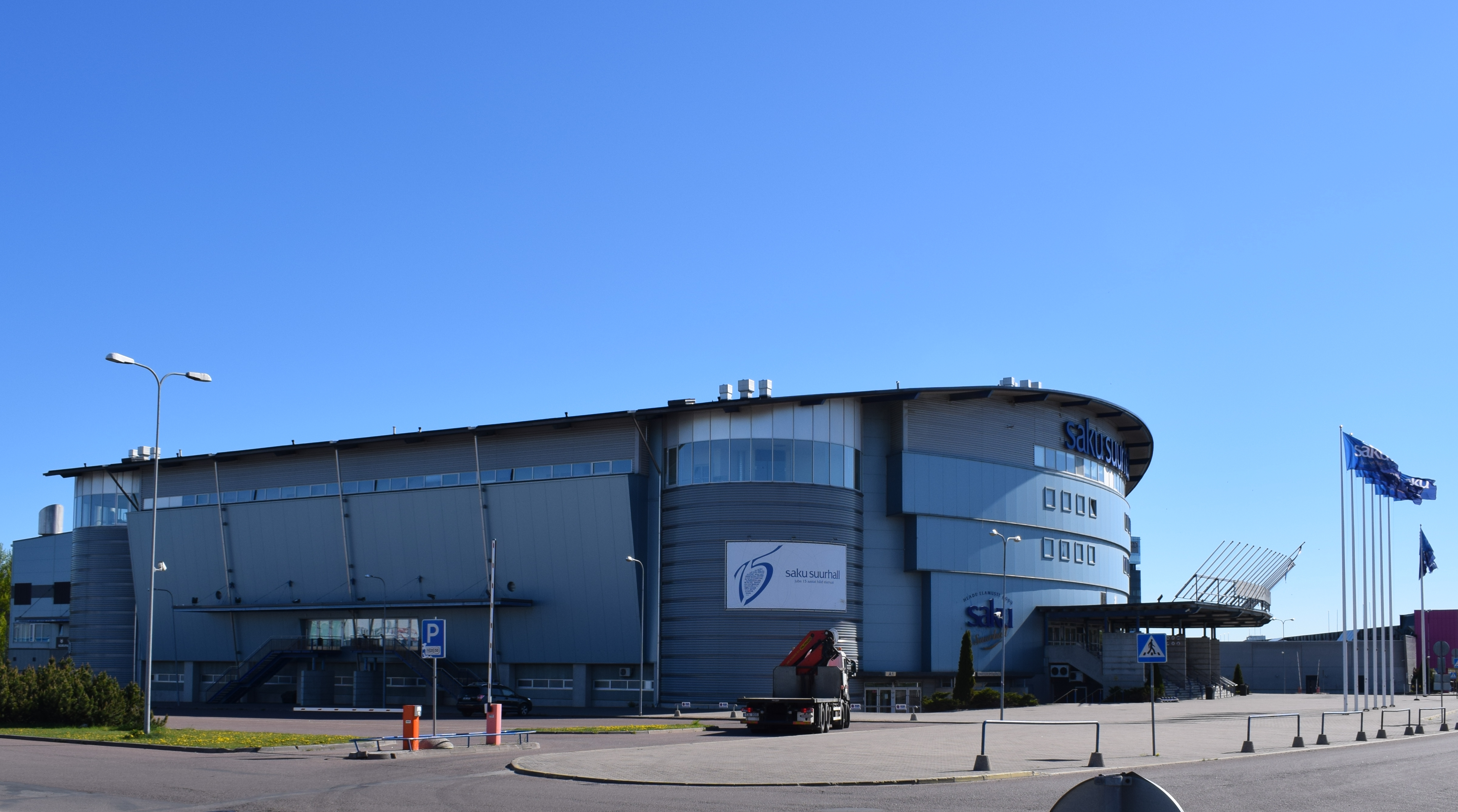
A verseny helyszíne, a Saku Suurhall.

Észtország eddig egyszer rendezte a dalversenyt, győzelmüket követő évben, 2002-ben Tallinnban.
Saku Suurhallban tartották az eseményt, amelynek kapacitása körülbelül 10 000 néző befogadására volt alkalmas. A döntőre 2002. május 25-én került sor és az est házigazdái Annely Peebo és Marko Matvere voltak.
Ez volt az első alkalom, hogy mottóval látták el a dalfesztivált. Az esemény mottója a A Modern  Fairytale (magyarul: Egy modern tündérmese) volt, amely a dalok előtt vetített képeslapokon is megjelent. A verseny logója színes szétszórt köveket ábrázolt, amelyek Észtország partvidékén jelennek meg.
A tallinni versenyen összesen 24 ország vett részt. Visszatért az előző évet kihagyni kényszerülő Ausztria, Belgium, Ciprus, Macedónia, Finnország, Románia és Svájc, és nem vehetett részt ebben az évben Hollandia, Írország, Izland, Lengyelország, Norvégia és Portugália. Utóbbi visszautasította részvételét, így a az előző verseny tizennyolcadik helyezettje, Lettország csatlakozhatott – és nyerte meg a versenyt később. 
| Év   | Város   | Helyszín      | Műsorvezető(k)                | Résztvevők |
| ---- | ------- | ------------- | ----------------------------- | ---------- |
| 2002 | Tallinn | Saku Suurhall | Annely Peebo és Marko Matvere | 22         |

## Háttér
| Év   | Rendező    | Észt kommentátor                               | Orosz kommentátor                                 | Pontbejelentő     |
| ---- | ---------- | ---------------------------------------------- | ------------------------------------------------- | ----------------- |
| 1994 | Dublin     | Vello Rand                                     | Nem volt                                          | Urve Tiidus       |
| 1995 | Dublin     | Jüri Pihel                                     | Nem volt                                          | Nem vettek részt  |
| 1996 | Oslo       | Jüri Pihel                                     | Nem volt                                          | Annika Talvik     |
| 1997 | Dublin     | Jüri Pihel                                     | Nem volt                                          | Helene Tedre      |
| 1998 | Birmingham | Reet Linna                                     | Nem volt                                          | Urve Tiidus       |
| 1999 | Jeruzsálem | Marko Reikop                                   | Nem volt                                          | Mart Sander       |
| 2000 | Stockholm  | Marko Reikop                                   | Nem volt                                          | Evelin Samuel     |
| 2001 | Koppenhága | Marko Reikop                                   | Nem volt                                          | Ilo-Mai Küttim    |
| 2002 | Tallinn    | Marko Reikop                                   | Nem volt                                          | Ilo-Mai Küttim    |
| 2003 | Riga       | Marko Reikop                                   | Nem volt                                          | Ines              |
| 2004 | Isztambul  | Marko Reikop                                   | Nem volt                                          | Maarja-Liis Ilus  |
| 2005 | Kijev      | Marko Reikop                                   | Nem volt                                          | Maarja-Liis Ilus  |
| 2006 | Athén      | Marko Reikop                                   | Nem volt                                          | Evelin Samuel     |
| 2007 | Helsinki   | Marko Reikop                                   | Nem volt                                          | Laura Põldvere    |
| 2008 | Belgrád    | Marko Reikop (összes adás) Olav Osolin (döntő) | Nem volt                                          | Sahlene           |
| 2009 | Moszkva    | Marko Reikop (összes adás) Sven Lõhmus (döntő) | Nem volt                                          | Laura Põldvere    |
| 2010 | Oslo       | Marko Reikop                                   | Nem volt                                          | Rolf Roosalu      |
| 2011 | Düsseldorf | Marko Reikop                                   | Nem volt                                          | Piret Järvis      |
| 2012 | Baku       | Marko Reikop                                   | Ilja Ban, Dmitri Vinogradov és Aleksandra Moorast | Getter Jaani      |
| 2013 | Malmö      | Marko Reikop                                   | Nem volt                                          | Rolf Roosalu      |
| 2014 | Koppenhága | Marko Reikop                                   | Nem volt                                          | Lauri Pihlap      |
| 2015 | Bécs       | Marko Reikop                                   | Nem volt                                          | Tanja             |
| 2016 | Stockholm  | Marko Reikop                                   | Aleksandr Hobotov                                 | Daniel Levi       |
| 2017 | Kijev      | Marko Reikop                                   | Aleksandr Hobotov és Julia Kalenda                | Jüri Pootsmann    |
| 2018 | Lisszabon  | Marko Reikop                                   | Aleksandr Hobotov és Julia Kalenda                | Ott Evestus       |
| 2019 | Tel-Aviv   | Marko Reikop                                   | Aleksandr Hobotov és Julia Kalenda                | Kelly Sildaru     |
| 2021 | Rotterdam  | Marko Reikop                                   | Aleksandr Hobotov és Julia Kalenda                | Sissi             |
| 2022 | Torino     | Marko Reikop                                   | Aleksandr Hobotov és Julia Kalenda                | Tanel Padar       |
| 2023 | Liverpool  | Marko Reikop                                   | Aleksandr Hobotov és Julia Kalenda                | Ragnar Klavan     |
| 2024 | Malmö      | Marko Reikop                                   | Aleksandr Hobotov és Julia Kalenda                | Birgit            |
| 2025 | Bázel      | Marko Reikop                                   | Aleksandr Hobotov és Julia Kalenda                | Kristjan Jakobson |

## Díjak

### ESC Radio Awards
| Kategória            | Év   | Előadó      | Dal   | Eredmény az Eurovízión | Eredmény az Eurovízión | Helyszín           |
| Kategória            | Év   | Előadó      | Dal   | Helyezés               | Pontszám               | Helyszín           |
| -------------------- | ---- | ----------- | ----- | ---------------------- | ---------------------- | ------------------ |
| Legjobb férfi előadó | 2012 | Ott Lepland | Kuula | 6.                     | 120                    | Azerbajdzsán, Baku |

## Galéria

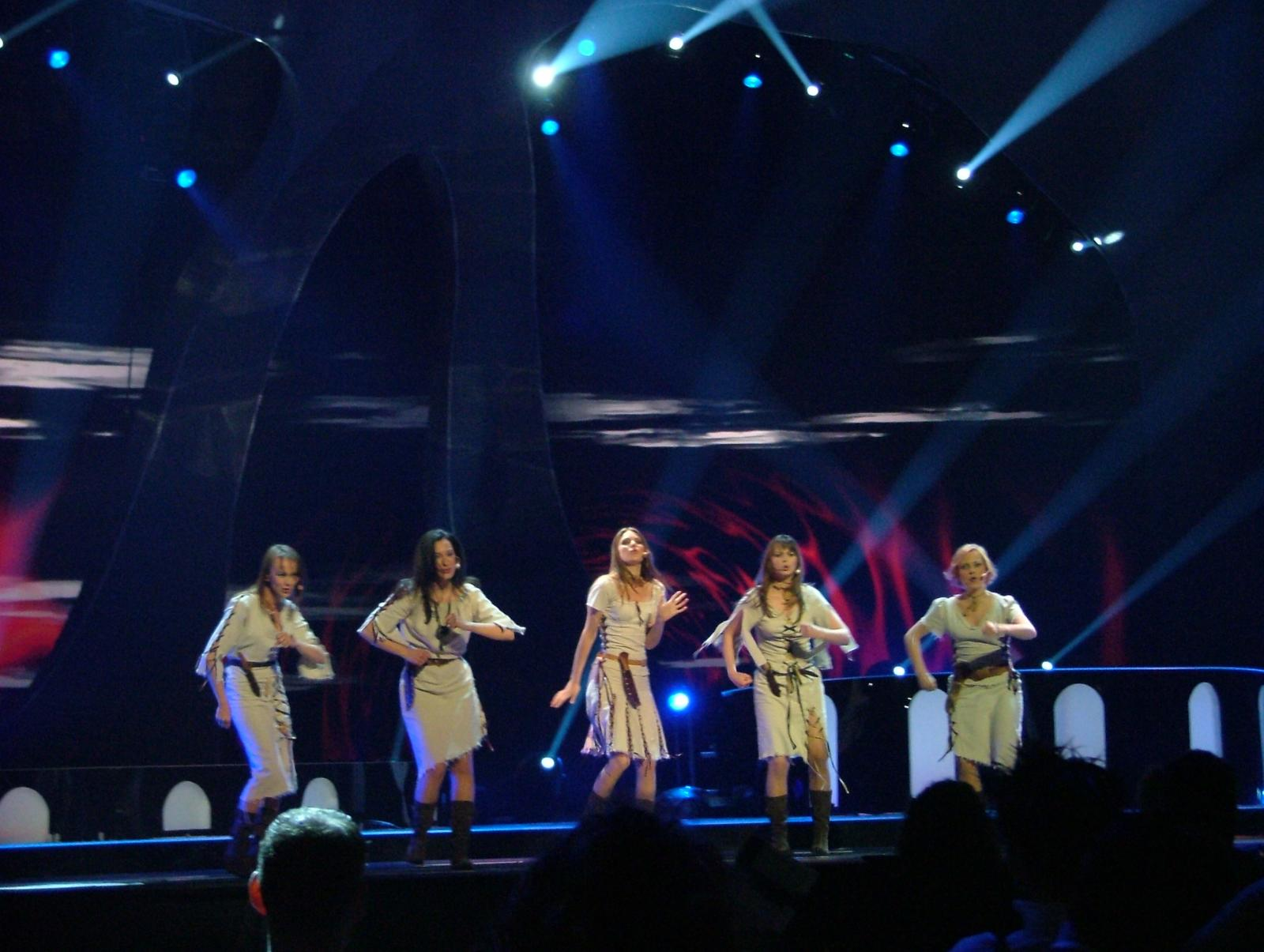
Neiokõsõ Isztambulban (2004)
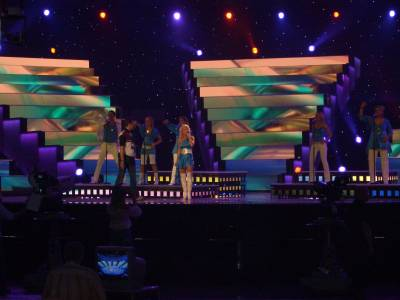
Sandra Oxenryd Athénban (2006)
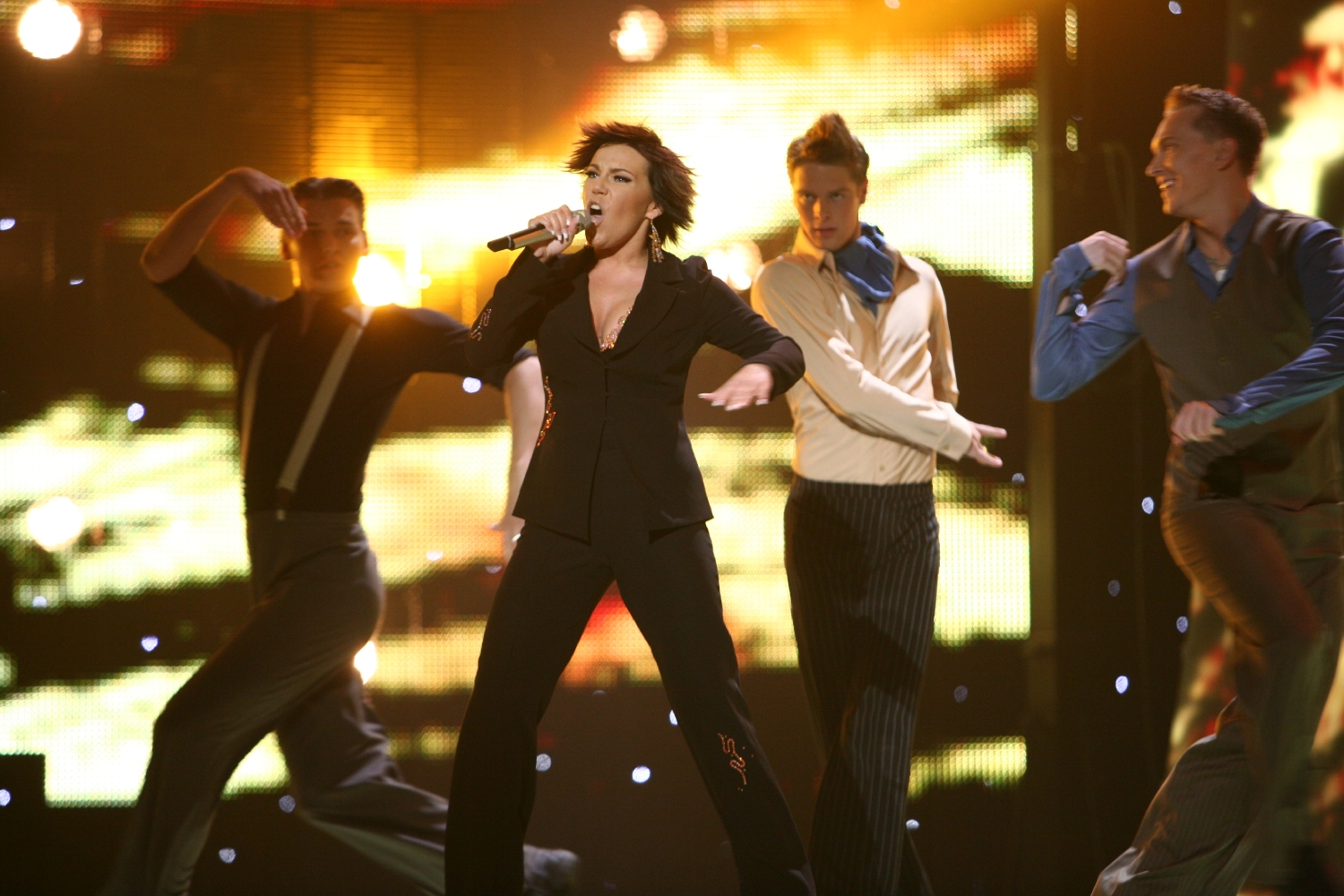
Gerli Padar Helsinkiben (2007)
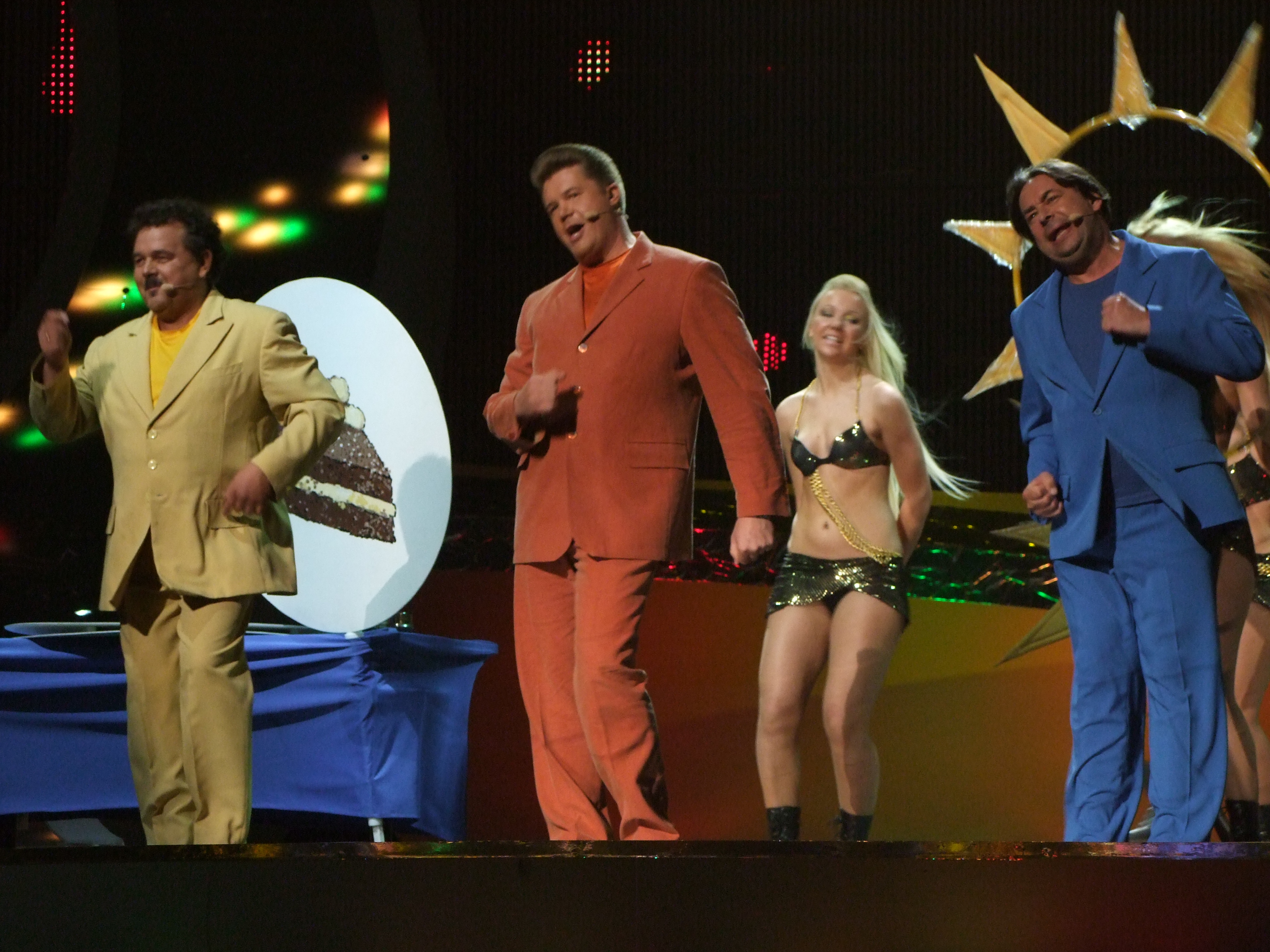
Kreisiraadio Belgrádban (2008)
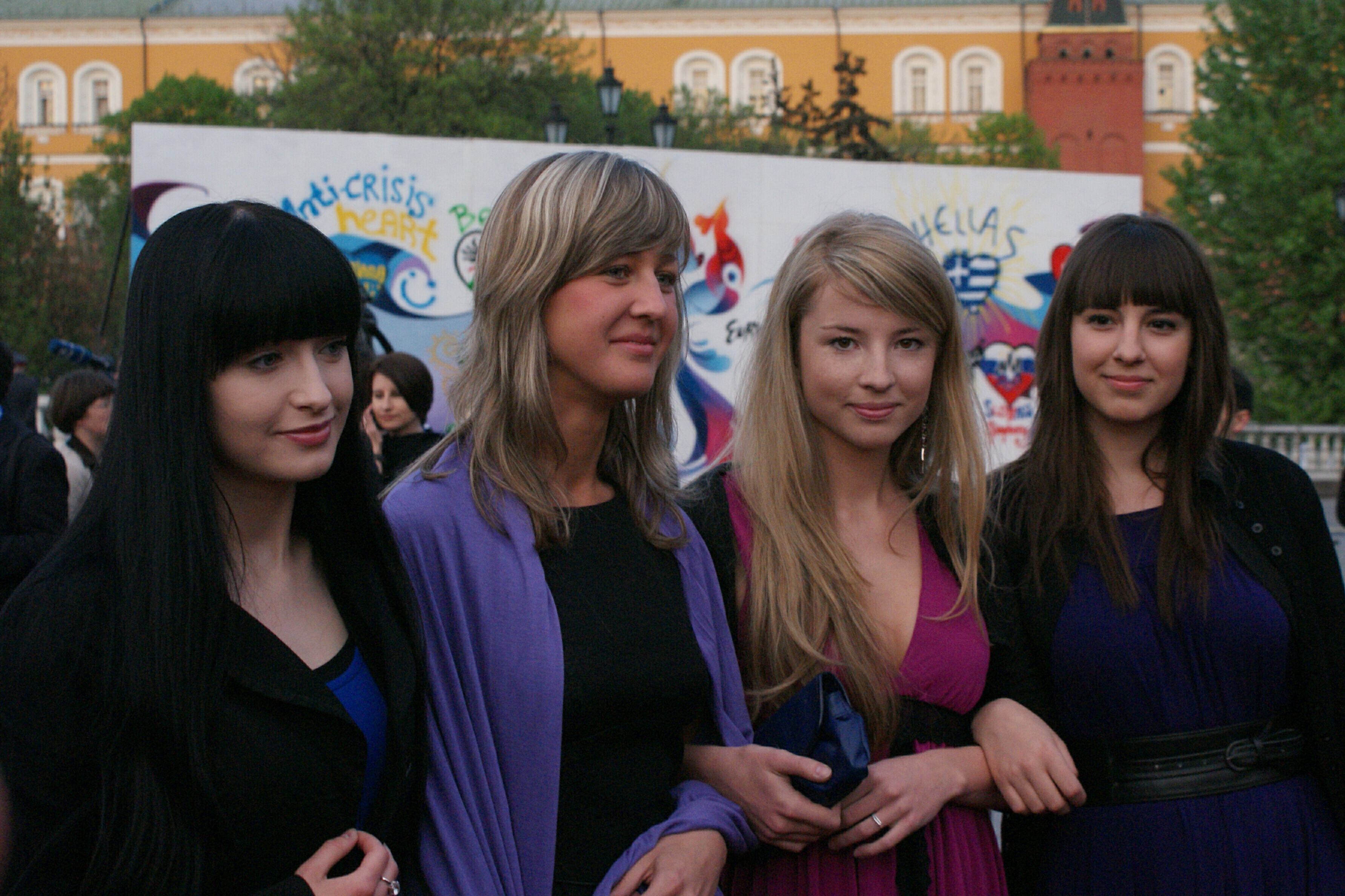
Urban Symphony Moszkvában (2009)
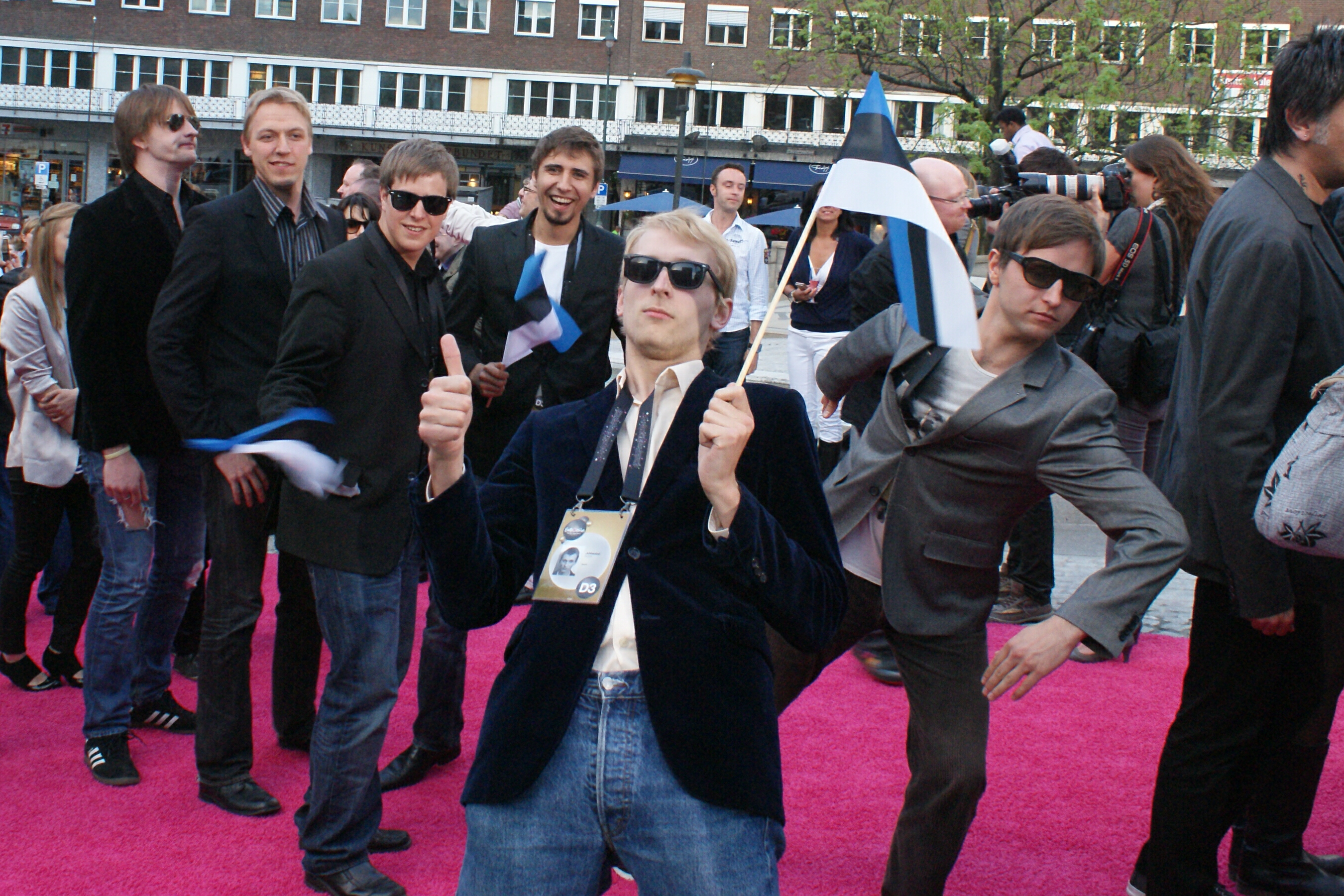
Malcolm Lincoln Osloban (2010)
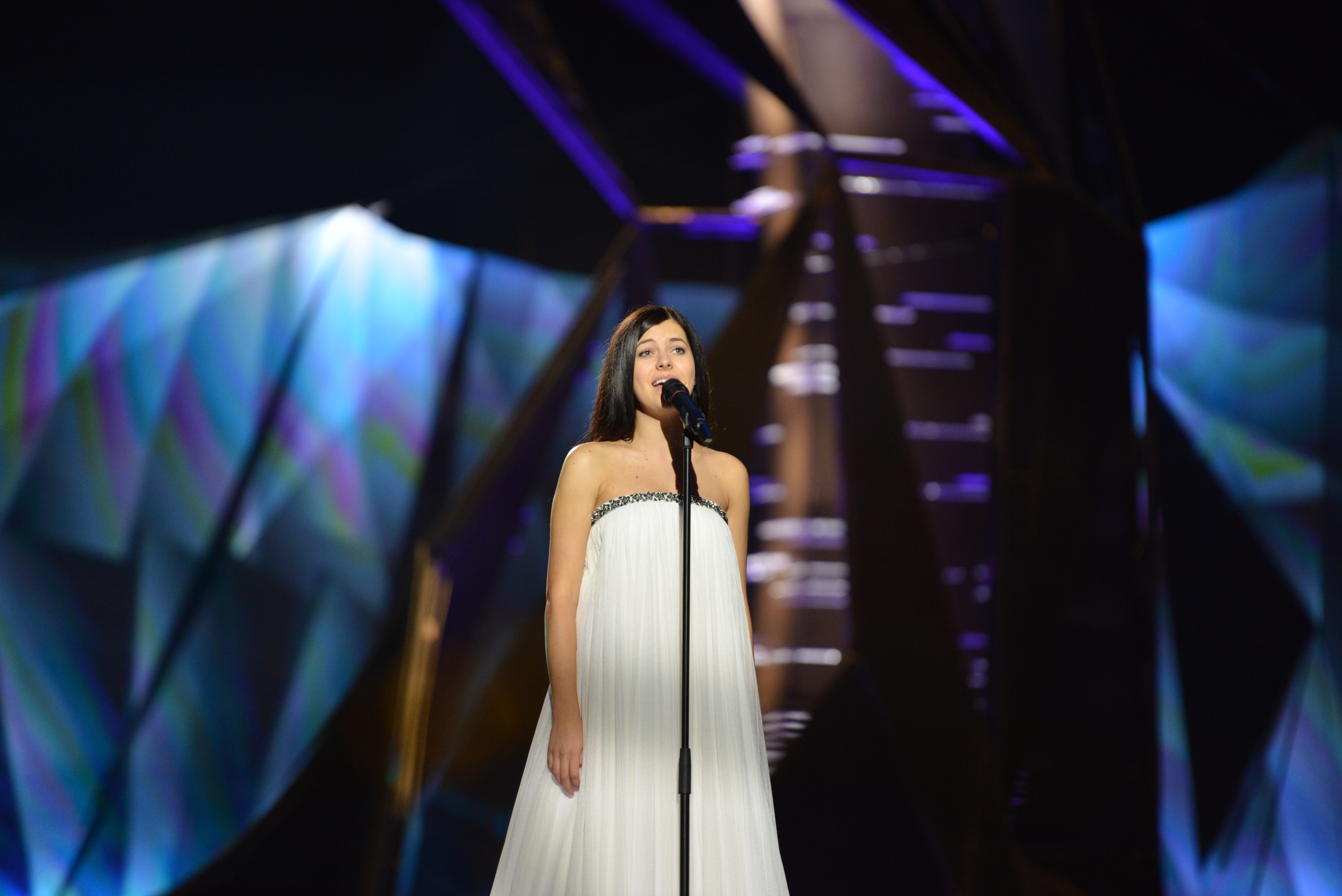
Birgit Malmőben (2013)
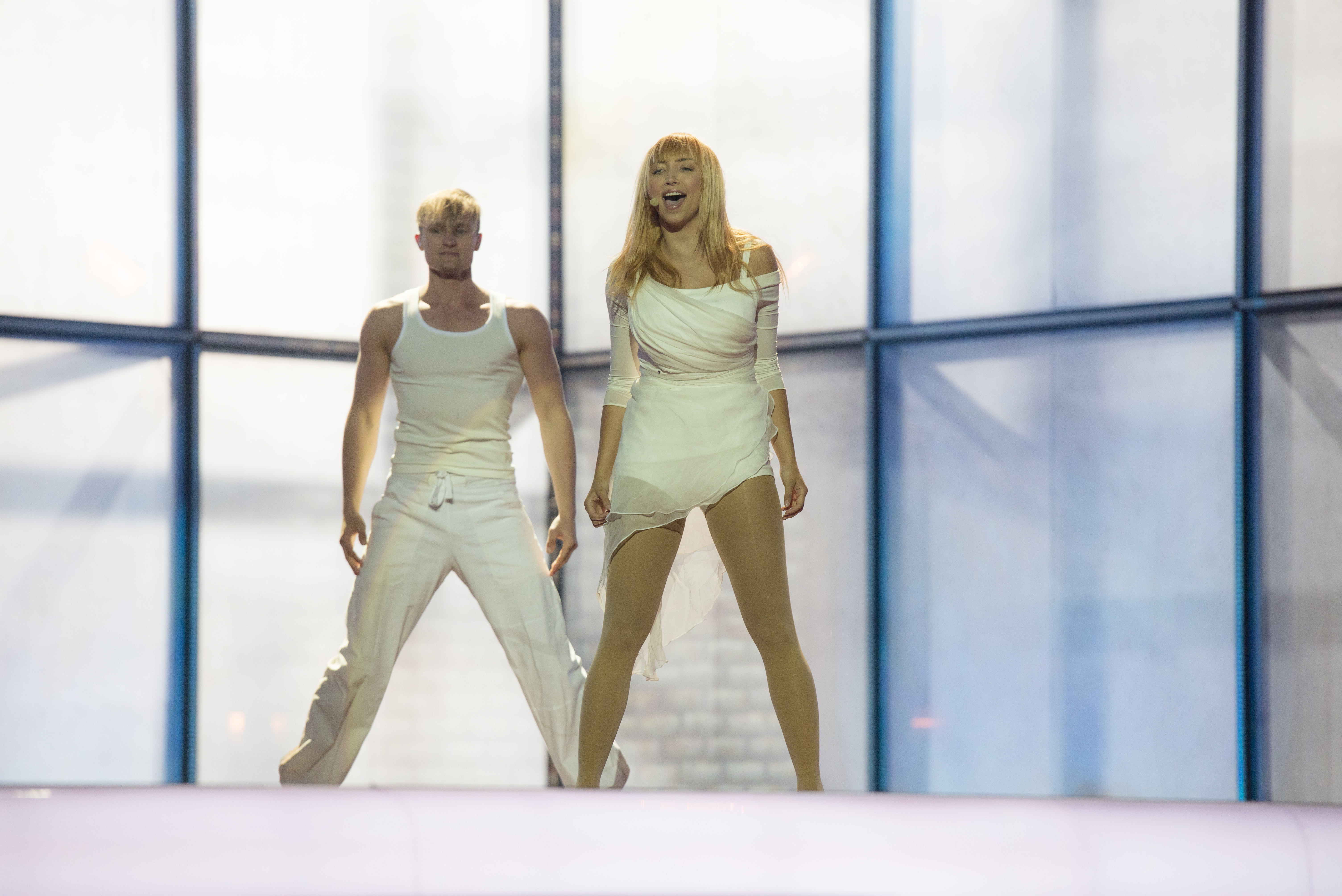
Tanja Koppenhágában (2014)
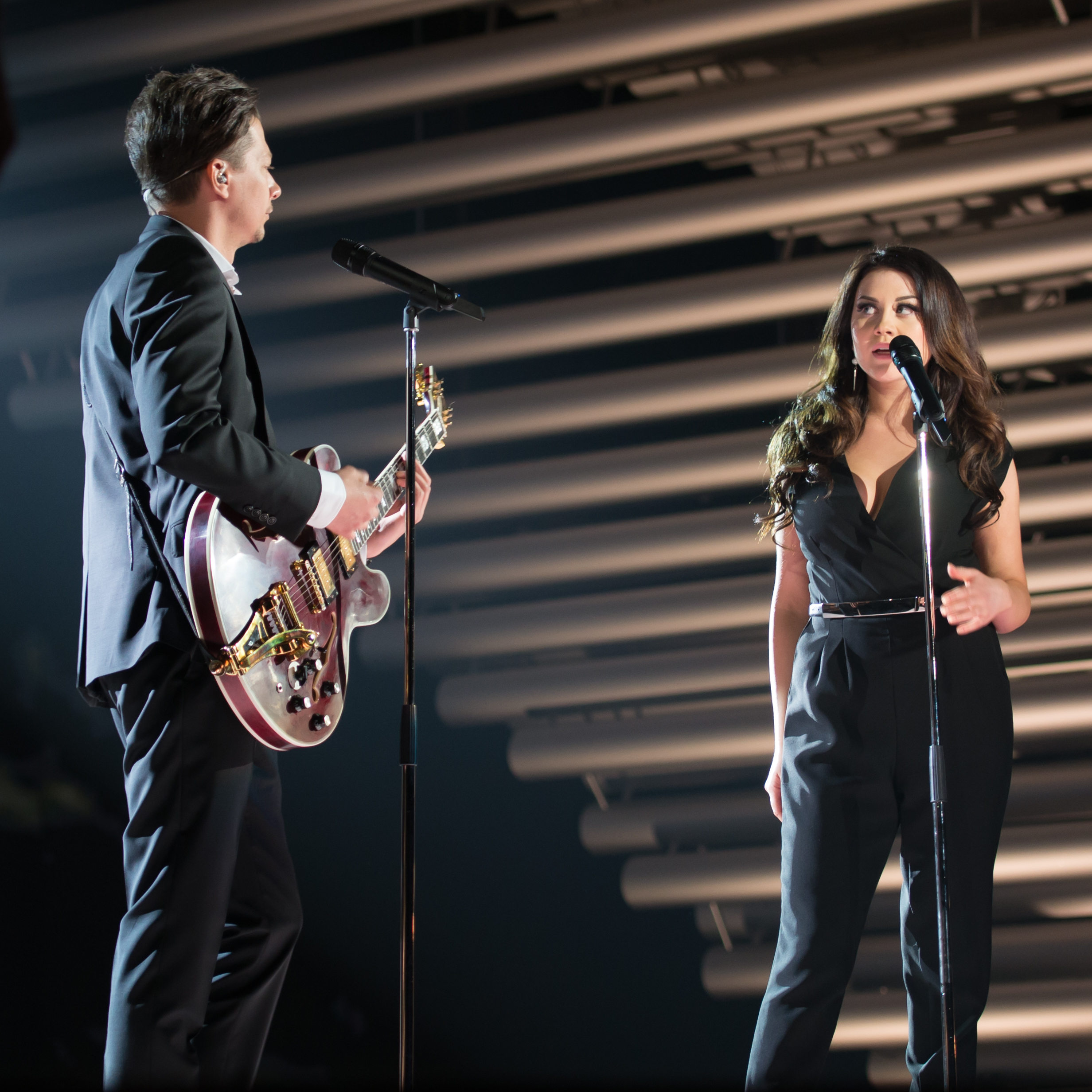
Elina és Stig Bécsben (2015)
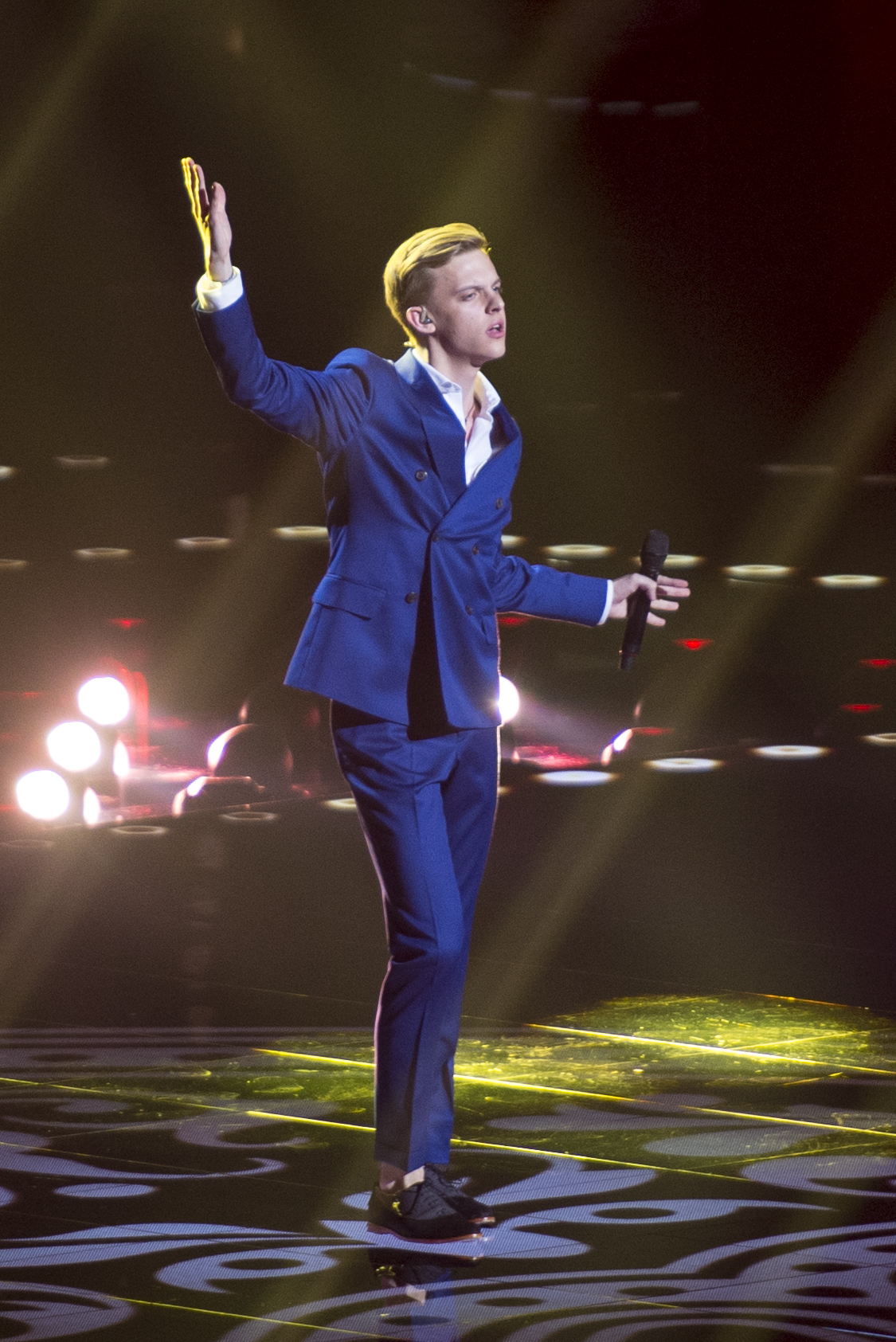
Jüri Pootsmann Stockholmban (2016)
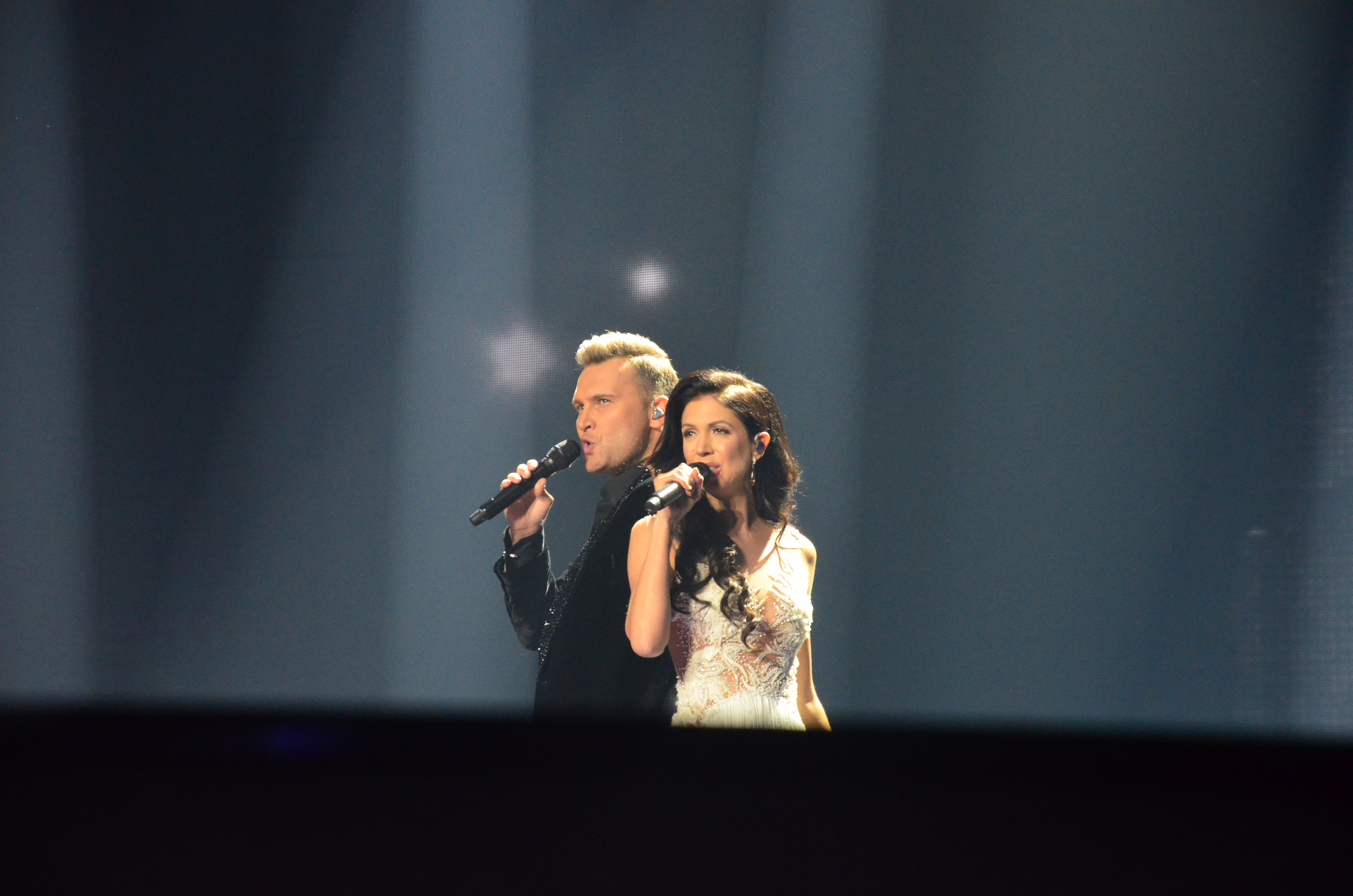
Koit Toome & Laura Kijevben (2017)
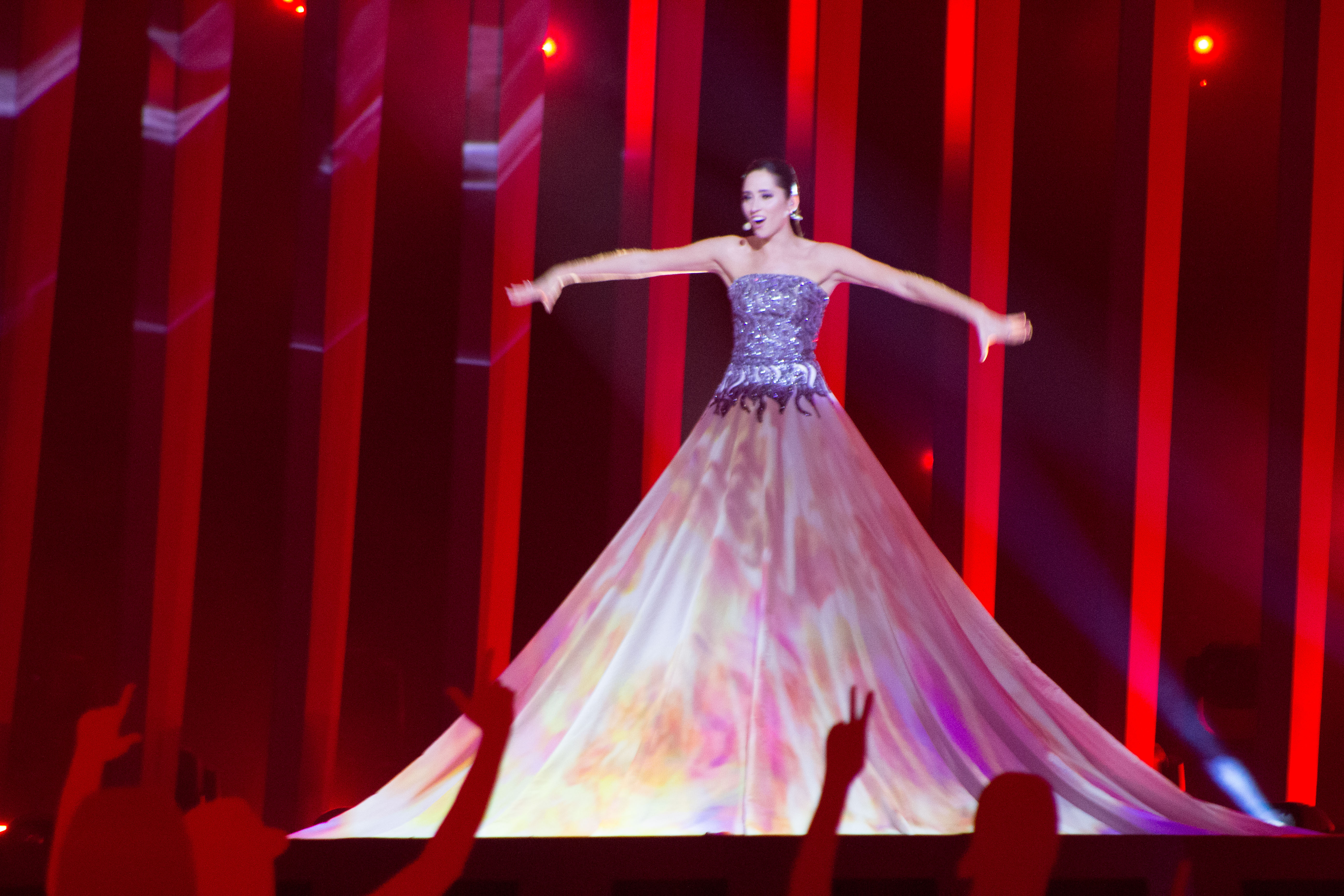
Elina Nechayeva Lisszabonban (2018)
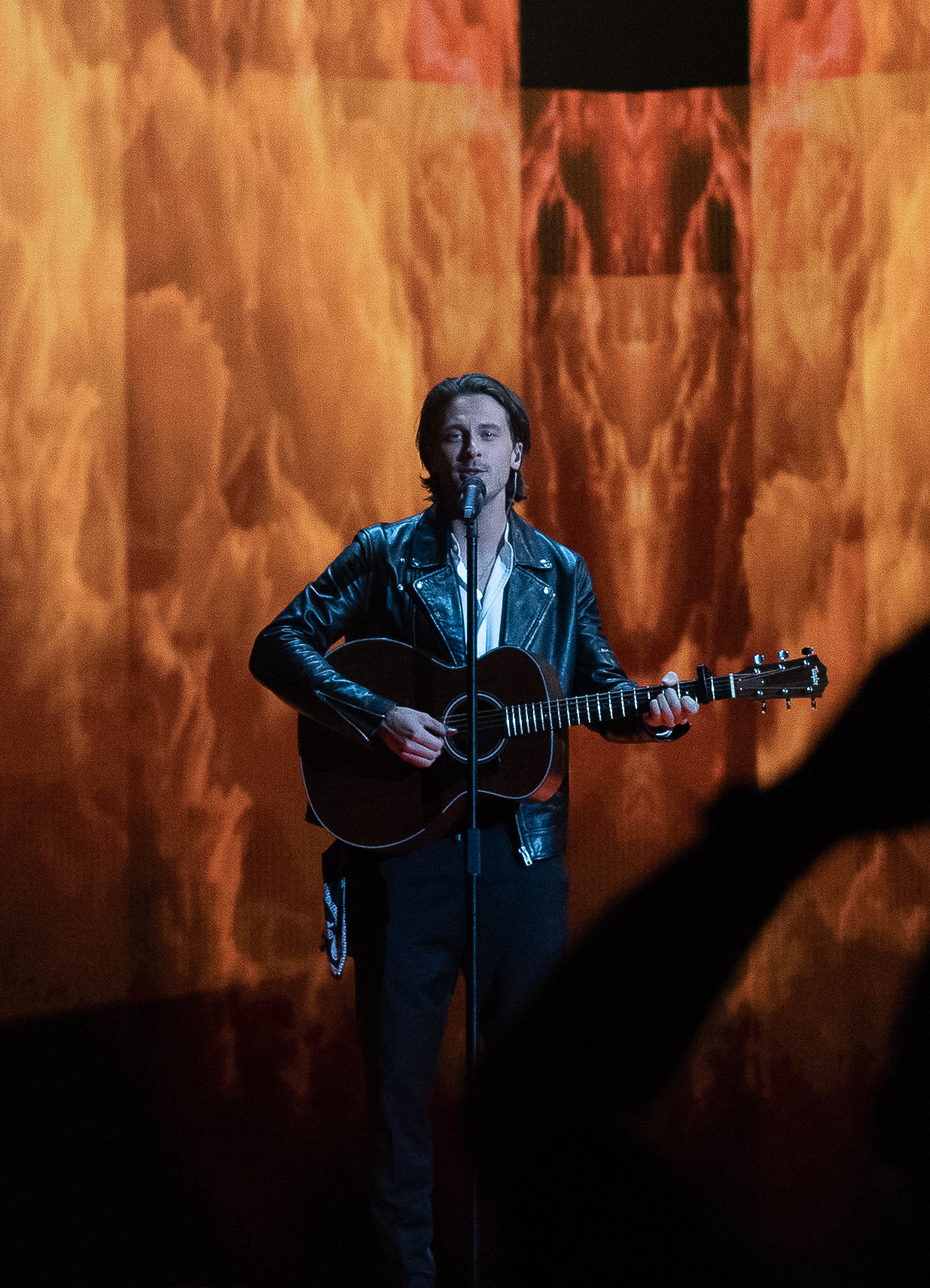
Victor Crone Tel-Avivban (2019)
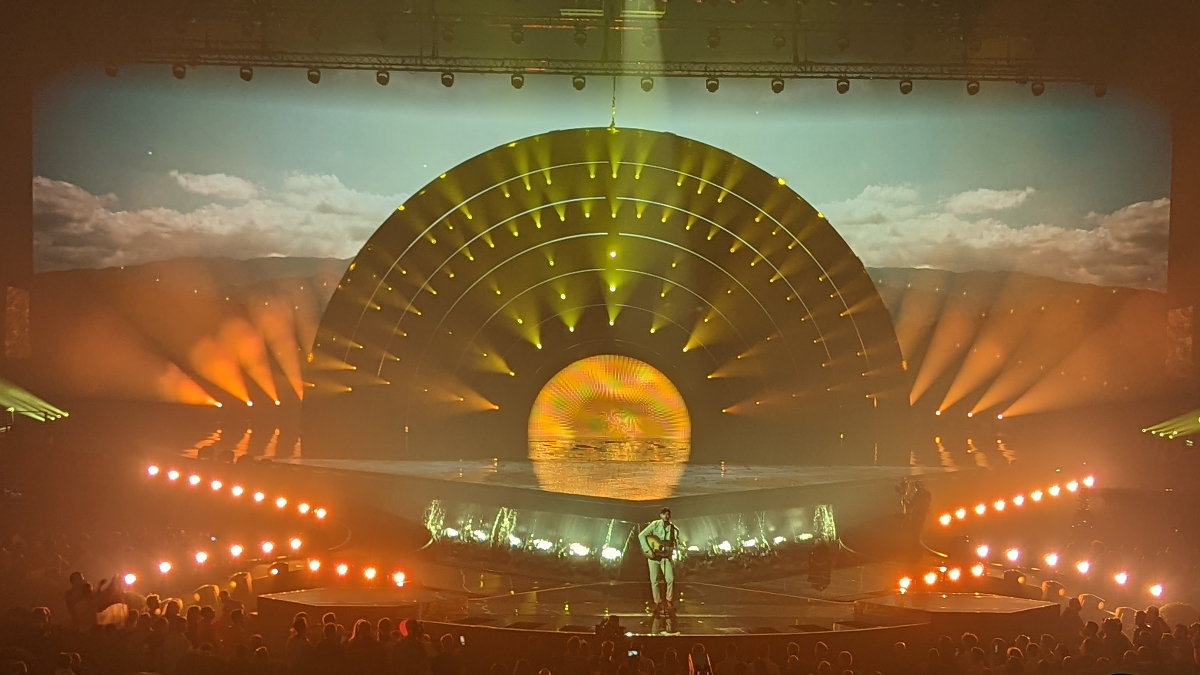
Stefan Torinóban (2022)
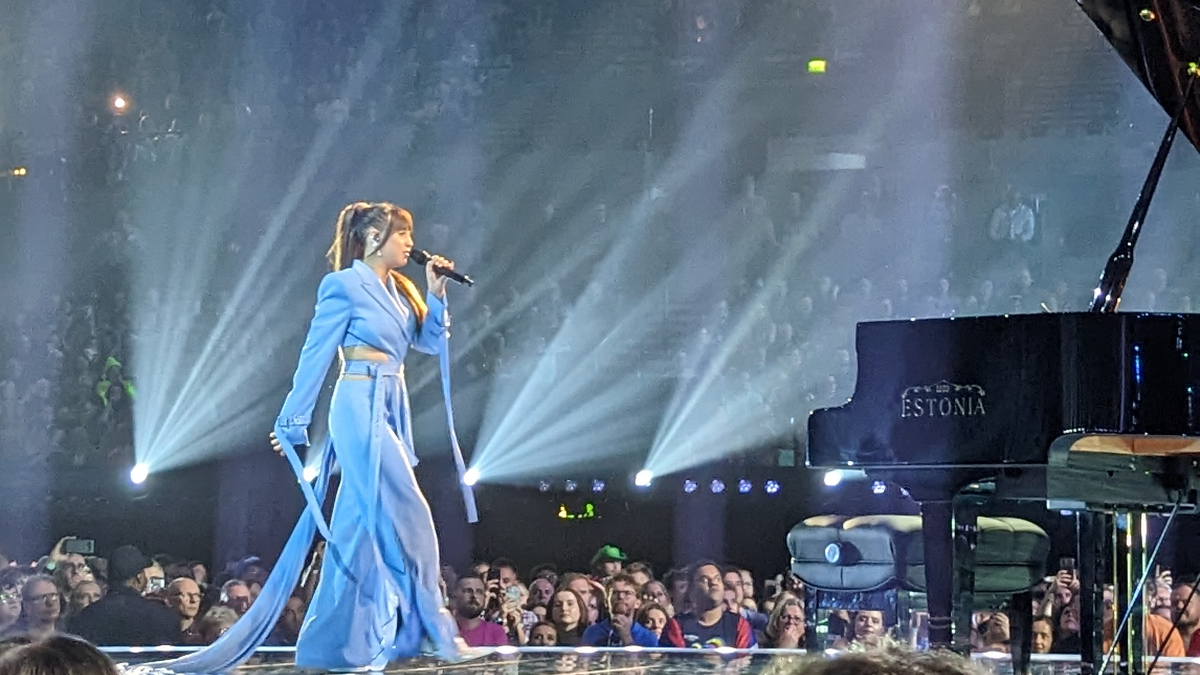
Alika Liverpoolban (2023)
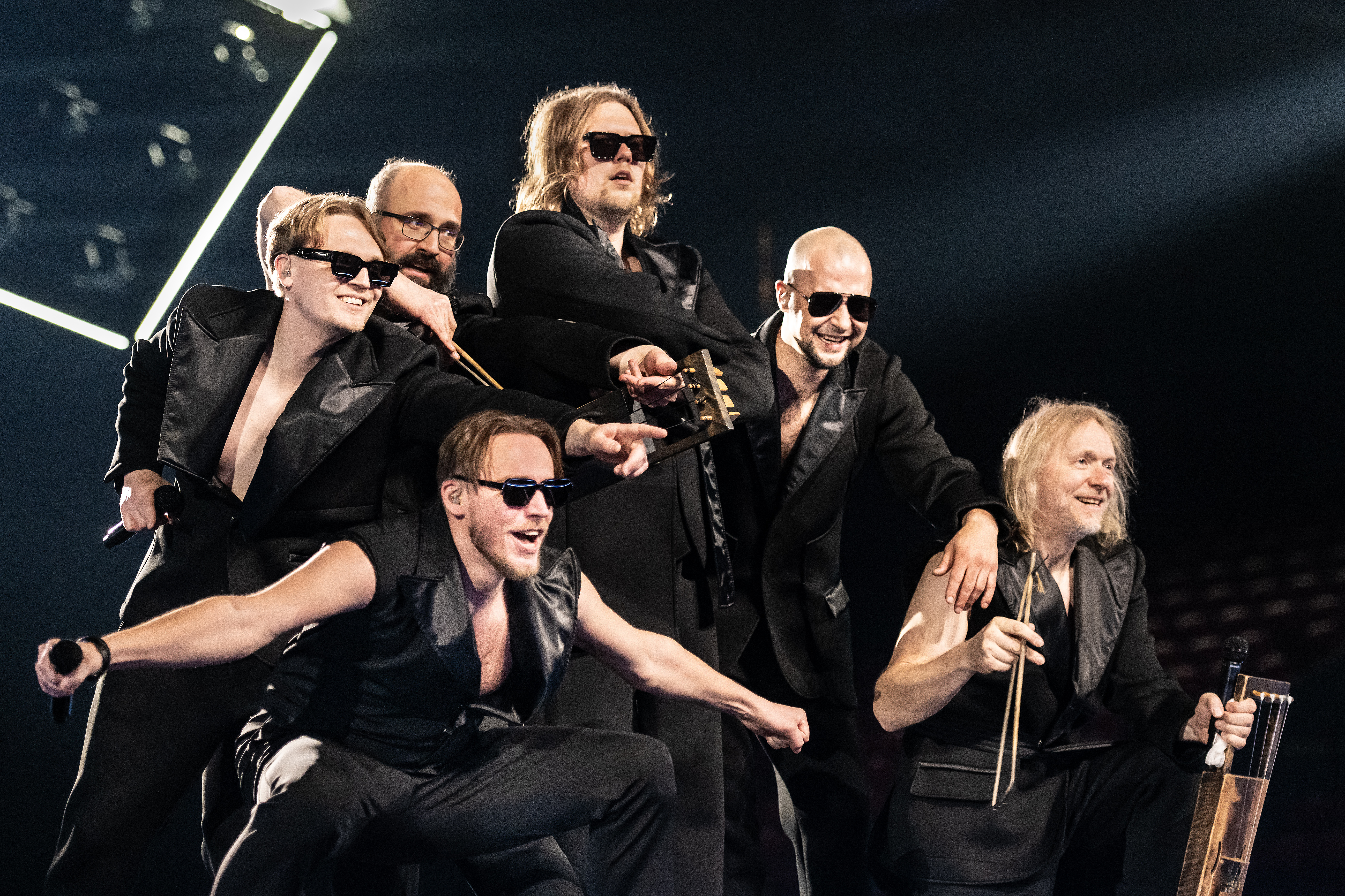
5miinust x Puuluup Malmőben (2024)
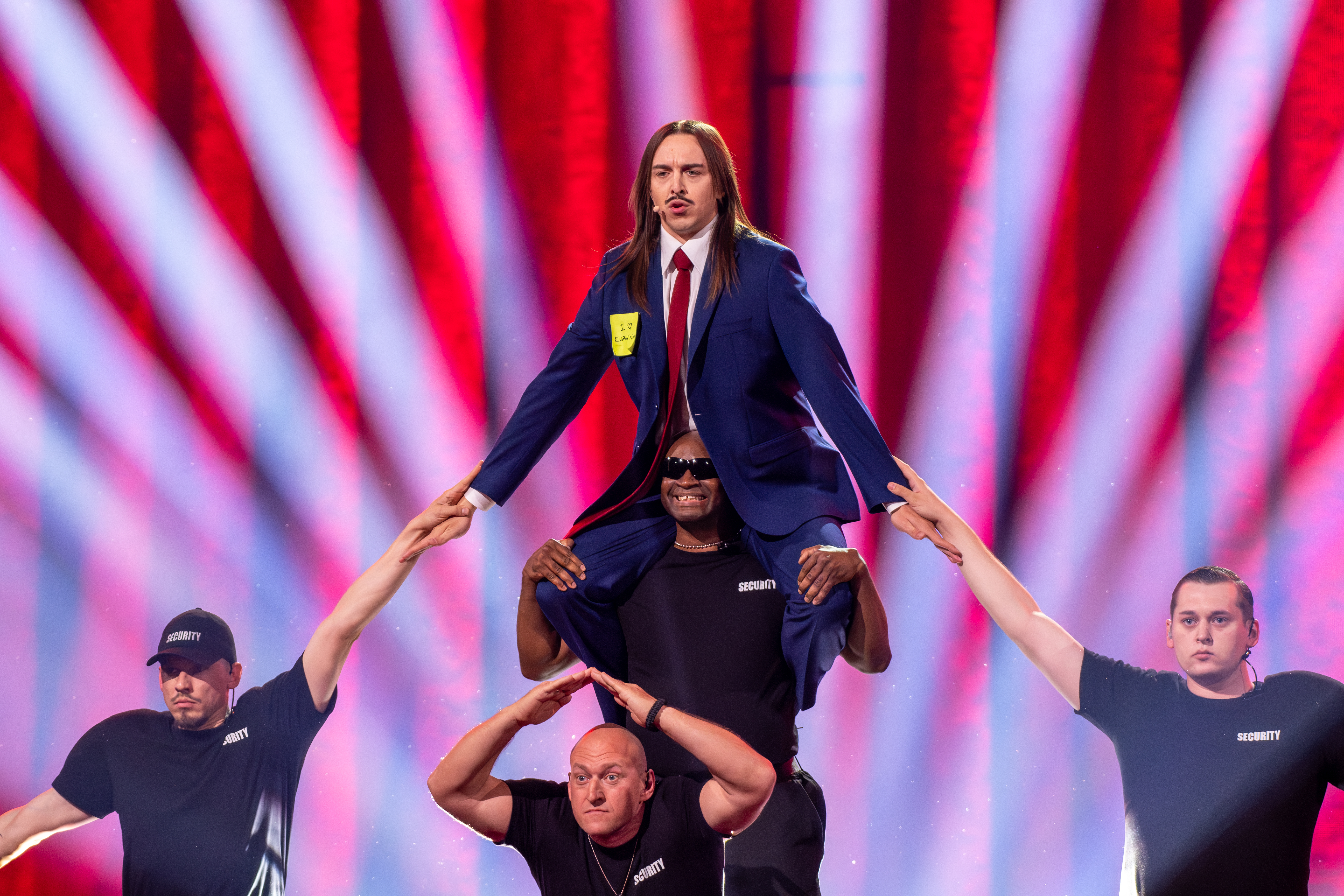
Tommy Cash Bázelben (2025)